# 無限挑戰 西海岸高速公路歌謠祭
《無限挑戰 西海岸高速公路歌谣祭》（：／）是MBC綜藝節目《無限挑戰》繼2007年江邊北路歌謠祭及2009年奥林匹克歌谣祭之後於2011年6月9日舉行的第三次歌谣祭。成員們各自與韓國知名音樂人士組成組合，用50天創作歌曲，最後在歌谣祭演繹。
是次歌謠祭選址於連接南北的交通樞紐忠清南道西海岸高速公路安山起點50.5公里處的「海上服務區」——星潭島高速公路服務區開唱，吸引了約5千名觀眾進場。
歌謠祭由籌備至演出的全過程於《無限挑戰》2011年4月30日、5月7日的《晚宴特輯》（Ep247-248）及 6月11日、18日、25日及7月2日的《西海岸高速公路歌謠祭》（Ep253-256）中播出。

## 演出次序
| 次序 | 演出者                                  | 組合名稱         | 歌曲            |
| 1    | 鄭亨敦、鄭在炯                          | 巴黎豬音         | 純情男子漢      |
| 2    | 吉、BADA                                | 海濱大道         | 只有我能唱的歌  |
| 3    | 朴明洙、G-Dragon、（feat. 朴春（2NE1)） | GG               | 花天酒地        |
| 4    | Haha、10cm                              | cm與Haha         | 要不死 要不交往 |
| 4    | Haha、10cm                              | cm與Haha         | 糯米糕          |
| 5    | 鄭埻夏、Sweet Sorrow                    | Sweet Cos Sorrow | 喜歡我嗎        |
| 6    | 劉在錫、李笛                            | 下垂的蝸牛       | 狎鷗亭小混混    |
| 7    | 盧弘喆、PSY                             | 鐵絲（喆PS）     | 心愛的人離開了  |
| (8)  | 劉在錫、李笛                            | 下垂的蝸牛       | 言之命至        |

## 得獎
得到大獎的組合將成為專輯封面。所有組合都得到了大獎。

## 發行專輯
本同名EP合輯收錄有《無限挑戰 西海岸高速公路歌謠祭》現場演出的歌曲之錄音室版本。
本專輯CD於2011年7月2日《無限挑戰》節目「西海岸高速公路歌謠祭」特輯最後一期播放當天正式公開發售。《糯米糕》雖收錄於本輯，但僅提供線上音源，於2011年8月2日單獨公開；《附加稅》一曲則未被收錄。

### 曲目列表
| 曲序     | 曲目                                                               |                        | 作曲                   | 编曲                         | 演唱者（隊名）                           | 时长  |
| -------- | ------------------------------------------------------------------ | ---------------------- | ---------------------- | ---------------------------- | ---------------------------------------- | ----- |
| 1.       | 純情男子漢（순정마초）                                             | 鄭在炯                 | 鄭在炯                 | 鄭在炯                       | 鄭在炯、鄭亨敦（巴黎之豬）               | 3:48  |
| 2.       | 只有我能唱的歌（나만 부를 수 있는 노래）                           | Gary（Leessang）       | 吉（Leessang）         | 吉（Leessang）               | Bada、吉（海濱大道）                     | 3:55  |
| 3.       | 花天酒地（바람났어）                                               | G-Dragon、 Teddy、KUSH | G-Dragon、 Teddy、KUSH | Teddy、KUSH                  | G-Dragon、朴明洙（GG） （Feat. 朴春）    | 3:25  |
| 4.       | 是死是活（죽을래 사귈래）                                          | 10cm                   | 10cm                   | 10cm、김선일、김장원、강민석 | 10cm、Haha （cm與Haha）                  | 3:15  |
| 5.       | 喜歡我嗎（정주나요）                                               | 鄭埻夏、Sweet Sorrow   | 成鎮煥                 | Sweet Sorrow、Day Break      | Sweet Sorrow、鄭埻夏（Sweet Cos Sorrow） | 4:14  |
| 6.       | 狎鷗亭小混混（압구정 날라리）                                      | 李笛、劉在錫           | 李笛                   | 李笛                         | 李笛、劉在錫（下垂的蝸牛）               | 3:01  |
| 7.       | 心愛的人離開了（흔들어주세요）                                     | PSY                    | PSY、柳根亨            | 柳根亨                       | PSY、盧弘喆（喆PS）                      | 3:18  |
| 8.       | 言之命至（말하는대로）                                             | 李笛、劉在錫           | 李笛                   | 李笛                         | 李笛、劉在錫（下垂的蝸牛）               | 3:42  |
| 9.       | 言之命至 (Remix ver.)（말하는 대로 (Remix Ver.)）                  | 李笛、劉在錫           | 李笛                   | 李笛                         | 李笛、劉在錫（下垂的蝸牛）               | 4:03  |
| 10.      | 只有我能唱的歌 (Dance ver.)（나만 부를 수 있는 노래 (Dance Ver.)） | Gary（Leessang）       | 吉（Leessang）         | 정재일                       | Bada、吉（海濱大道）                     | 3:27  |
| 11.      | 糯米糕（찹쌀떡）                                                   | 10cm                   | 10cm                   | 10cm                         | 10cm、Haha（cm與Haha）                   | 3:41  |
| 总时长： | 总时长：                                                           | 总时长：               | 总时长：               | 总时长：                     | 总时长：                                 | 39:49 |

未輯錄歌曲
- 附加稅[註 2]－Sweet Sorrow（朝鲜语：스윗 소로우）、鄭埻夏（Sweet Cos Sorrow）

## 備註